# Sumitomo Trust and Banking
Sumitomo Trust & Banking (яп. 住友信託銀行株式会社) — японський трастовий банк. Штаб-квартира компанії розташовується в Осаці. Входить до кейрецу Sumitomo Group.

## Історія
Компанія Sumitomo Trust Co., Ltd. заснована в 1925 році. Компанія працювала під брендом Trust Business Law і спеціалізувалася на трастових операціях.
В 1948 компанія змінила назву на Fuji Trust & Banking Co., Ltd. і почала здійснювати звичайні банківські операції. Роком пізніше акції компанії починають торгуватися на Токійській і Осакській біржах. У 1950 році банк починає робити валютно-обмінні операції.
В 1952 банк був знову перейменований в The Sumitomo Trust & Banking Co., Ltd. Ця назва зберігається і донині.
В 1978 банк починає бізнес в Гонконзі через дочірнє підприємство The Sumitomo Trust Finance (Hong Kong) Ltd.
В 1984 Sumitomo Trust and Banking запускає перший в Японії земельний траст.
В 1985 компанія виходить на європейський ринок через дочірній банк Sumitomo Trust and Banking (Luxembourg) SA, що зареєстрований в Люксембурзі. У 1987 починаються операції в США через Sumitomo Trust and Banking Co. (USA).
В 1989 банк проходить процедуру лістингу на Лондонській фондовій біржі.
В 2000 запущений Sumitomo Trust Direct — перший трастовий Інтернет-банк.
В 2002 спільно з Panasonic Corporation та іншими компаніями засновується Human Resource Management & Service Consulting Co., Ltd.